# Seznam členů Světového sdružení skautek
Tohle je seznam členů Světového sdružení skautek.

## Tabulka členských organizací
Světové sdružení skautek přijímá z každé země nejvýše jednu členskou organizaci. Některé země mají federaci která sdružuje několik organizací, rozdělených na základě náboženství (Francie, Dánsko), etnické příslušnosti (Izrael) nebo jazyka (Belgie).
| Země                         | Člen                                                           | Statut členství | Členská základna (z roku 2012 nebo poslední známá) | Rok vstupu do WAGGGS | Rok počátku dívčího skautingu | Přijímá dívky/obojí |
| ---------------------------- | -------------------------------------------------------------- | --------------- | -------------------------------------------------- | -------------------- | ----------------------------- | ------------------- |
| Antigua a Barbuda            | The Girl Guides Association of Antigua and Barbuda             | řádné           | 662                                                | 1984                 | 1931                          | jen dívky           |
| Argentina                    | Asociación Guías Argentinas                                    | řádné           | 4 826                                              | 1958                 | 1915                          | jen dívky           |
| Arménie                      | National Association of Girl Guides and Girl Scouts of Armenia | řádné           | 1 065                                              | 2001                 | 1988                          | jen dívky           |
| Aruba                        | Het Arubaanse Padvindsters Gilde                               | společník       | 304                                                | 1993                 | 1941                          | jen dívky           |
| Austrálie                    | Girl Guides Australia                                          | řádné           | 25 077                                             | 1928                 | 1911                          | jen dívky           |
| Bahamy                       | The Bahamas Girl Guides Association                            | řádné           | 2 351                                              | 1975                 | 1915                          | jen dívky           |
| Bahrajn                      | The Girl Guides Association of Bahrain                         | řádné           | 2 647                                              | 1981                 | 1970                          | jen dívky           |
| Bangladéš                    | Bangladesh Girl Guides Association                             | řádné           | 93 323                                             | 1973                 | 1928                          | jen dívky           |
| Barbados                     | The Girl Guide Association of Barbados                         | řádné           | 2 668                                              | 1969                 | 1918                          | jen dívky           |
| Bělorusko                    | Asacyjacyja Belaruskich Hajdaŭ                                 | řádné           | 1 224                                              | 1996                 | 1926                          | jen dívky           |
| Belgie                       | Guides and Scouts Movement of Belgium                          | řádné           | 56 879                                             | 1928                 | 1915                          | obojí               |
| Belize                       | The Girl Guides Association of Belize                          | řádné           | 532                                                | 1987                 | 1937                          | jen dívky           |
| Benin                        | Guides du Bénin                                                | řádné           | 2 306                                              | 1963                 | 1954                          | jen dívky           |
| Bolívie                      | Asociación de Guías Scouts de Bolivia                          | řádné           | 221                                                | 1966                 | 1915                          | jen dívky           |
| Botswana                     | Botswana Girl Guides Association                               | řádné           | 9 825                                              | 1969                 | 1924                          | jen dívky           |
| Brazílie                     | Federação de Bandeirantes do Brasil                            | řádné           | 10 789                                             | 1930                 | 1919                          | obojí               |
| Brunej                       | Girl Guides Association of Brunei Darussalam                   | řádné           | 1 677                                              | 1996                 | 1951                          | jen dívky           |
| Burkina Faso                 | Association des Guides du Burkina Faso                         | řádné           | 16 333                                             | 1972                 | 1955                          | jen dívky           |
| Burundi                      | Association des Guides du Burundi                              | řádné           | 19 929                                             | 1972                 | 1954                          | jen dívky           |
| Cookovy ostrovy              | The Girl Guides Cook Islands Association                       | řádné           | 700                                                | 1993                 | 1928                          | jen dívky           |
| Čad                          | Association des Guides du Tchad                                | řádné           | 7 112                                              | NA                   | 1957                          | jen dívky           |
| Demokratická republika Kongo | Guides de la République Démocratique du Congo                  | řádné           | 13 958                                             | 1972/2008            | 1928                          | jen dívky           |
| Republika Kongo              | Association des Scouts et Guides du Congo                      | řádné           | 5 770                                              | 1957/1996            | 1927                          | obojí               |
| Česko                        | Junák - český skaut                                            | řádné           | 19 143                                             | 1928/1990            | 1915                          | obojí               |
| Dánsko                       | Pigespejdernes Fællesråd Danmark                               | řádné           | 17 403                                             | 1928                 | 1910                          | obojí               |
| Dominika                     | The Girl Guides Association of Dominica                        | řádné           | 962                                                | 1987                 | 1930                          | jen dívky           |
| Dominikánská republika       | Asociación de Guías Scouts Dominicanas                         | řádné           | 348                                                | 1969                 | 1961                          | jen dívky           |
| Ekvádor                      | Asociación Nacional de Guías Scouts del Ecuador                | řádné           | 124                                                | 1966                 | 1919                          | jen dívky           |
| Egypt                        | Egyptian Federation for Scouts and Girl Guides                 | řádné           | 39 995                                             | 1931                 | 1913                          | jen dívky           |
| Estonsko                     | Eesti Gaidide Liit                                             | řádné           | 639                                                | 1928/1993            | 1919                          | obojí               |
| Fidži                        | Fiji Girl Guides Association                                   | řádné           | 5 531                                              | 1981                 | 1924                          | jen dívky           |
| Filipíny                     | Girl Scouts of the Philippines                                 | řádné           | 692 629                                            | 1946                 | 1919                          | jen dívky           |
| Finsko                       | Suomen Partiolaiset                                            | řádné           | 23 450                                             | 1928                 | 1910                          | obojí               |
| Francie                      | Scoutisme Français                                             | řádné           | 41 335                                             | 1928                 | 1921                          | obojí               |
| Gambie                       | The Gambia Girl Guides Association                             | řádné           | 17 395                                             | 1966                 | 1923                          | jen dívky           |
| Georgie                      | Sakartvelos Gogona Skautebis Asociacia 'Dia'                   | společník       | 192                                                | NA                   | 1992                          | jen dívky           |
| Ghana                        | The Ghana Girl Guides Association                              | řádné           | 19 191                                             | 1960                 | 1921                          | jen dívky           |
| Grenada                      | The Girl Guides Association of Grenada                         | řádné           | 2 288                                              | 1990                 | 1925                          | jen dívky           |
| Guatemala                    | Asociación Nacional de Muchachas Guías de Guatemala            | řádné           | 418                                                | 1957                 | 1934                          | jen dívky           |
| Guinea                       | Association Nationale des Guides de Guinée                     | řádné           | 4 880                                              | NA                   | 1990                          | jen dívky           |
| Guyana                       | Guyana Girl Guides Association                                 | řádné           | 1 787                                              | 1969                 | 1922                          | jen dívky           |
| Haiti                        | Association Nationale des Guides d'Haïti                       | řádné           | 1 582                                              | 1946                 | 1942                          | jen dívky           |
| Honduras                     | Asociación Nacional de Muchachas Guías de Honduras             | řádné           | 142                                                | 1981                 | 1953                          | obojí               |
| Hongkong                     | Hong Kong Girl Guides Association                              | řádné           | 59 030                                             | 1978                 | 1916                          | obojí               |
| Chile                        | Asociación de Guías y Scouts de Chile                          | řádné           | 19 337                                             | 1957                 | 1913                          | obojí               |
| Island                       | Bandalag Íslenskra Skáta                                       | řádné           | 2 048                                              | 1928                 | 1922                          | obojí               |
| Indie                        | The Bharat Scouts and Guides                                   | řádné           | 1 780 545                                          | 1948                 | 1911                          | obojí               |
| Irsko                        | Council of Irish Guiding Associations                          | řádné           | 15 935                                             | 1932                 | 1911                          | jen dívky           |
| Izrael                       | Hit'achdut ha-cofim ve-ha-cofot be-Jisra'el                    | řádné           | 11 268                                             | 1957                 | 1919                          | obojí               |
| Itálie                       | Federazione Italiana dello Scautismo                           | řádné           | 86 114                                             | 1946                 | 1912                          | obojí               |
| Côte d'Ivoire                | Fédération Ivoirienne du Scoutisme Féminin                     | řádné           | 4 146                                              | 1963                 | 1937                          | jen dívky           |
| Jamajka                      | The Girl Guides Association of Jamaica                         | řádné           | 5 903                                              | 1963                 | 1915                          | jen dívky           |
| Japonsko                     | Girl Scouts of Japan                                           | řádné           | 34 927                                             | 1952                 | 1919                          | jen dívky           |
| Jemen                        | Yemen Scouts and Guides Association - Dívčí kmen               | řádné           | 11 765                                             | 1990                 | 1962                          | jen dívky           |
| Jižní Afrika                 | Girl Guides Association of South Africa                        | řádné           | 27 449                                             | 1928                 | 1910                          | jen dívky           |
| Jižní Korea                  | Girl Scouts Korea                                              | řádné           | 45 139                                             | 1957                 | 1946                          | obojí               |
| Jordánsko                    | Jordanian Association for Boy Scouts and Girl Guides           | řádné           | 9 080                                              | 1963                 | 1938                          | jen dívky           |
| Kambodža                     | Girl Guides Association of Cambodia                            | řádné           | 4 551                                              | 2002                 | 1940                          | jen dívky           |
| Kamerun                      | Association des Guides du Cameroun                             | řádné           | 5 350                                              | 1972                 | 1943                          | jen dívky           |
| Kanada                       | Girl Guides of Canada                                          | řádné           | 92 000                                             | 1928                 | 1910                          | jen dívky           |
| Katar                        | The Scout and Guide Association of Qatar                       | řádné           | 3 480                                              | NA                   | 1995                          | obojí               |
| Keňa                         | Kenya Girl Guides Association                                  | řádné           | 159 399                                            | 1963                 | 1920                          | jen dívky           |
| Kiribati                     | The Girl Guides Association of Kiribati                        | společník       | 2 833                                              | 1990                 | 1926                          | jen dívky           |
| Kolumbie                     | Asociación de Guías Scouts de Colombia                         | řádné           | 291                                                | 1954                 | 1936                          | jen dívky           |
| Kostarika                    | Asociación de Guías y Scouts de Costa Rica                     | řádné           | 5 414                                              | 1946                 | 1922                          | obojí               |
| Kuvajt                       | Kuwait Girl Guides Association                                 | řádné           | 15 000                                             | 1966                 | 1957                          | jen dívky           |
| Kypr                         | Girl Guides Association of Cyprus                              | řádné           | 1 754                                              | 1962                 | 1912                          | obojí               |
| Lotyšsko                     | Latvijas Skautu un Gaidu Centrālā Organizācija                 | řádné           | 371                                                | 1928/1993            | 1921                          | obojí               |
| Libanon                      | Fédération Libanaise des Eclaireuses et des Guides             | řádné           | 6 772                                              | 1955                 | 1937                          | jen dívky           |
| Lesotho                      | Lesotho Girl Guides Association                                | řádné           | 6 172                                              | 1978                 | 1925                          | jen dívky           |
| Libérie                      | Liberian Girl Guides Association                               | řádné           | 7 297                                              | 1928/1966            | 1920                          | jen dívky           |
| Libye                        | Public Scout and Girl Guide Movement                           | řádné           | 4 500                                              | 1966                 | 1958                          | obojí               |
| Lichtenštejnsko              | Pfadfinder und Pfadfinderinnen Liechtensteins                  | řádné           | 331                                                | 1948                 | 1932                          | obojí               |
| Litva                        | Lietuvos skaučių seserija                                      | společník       | 652                                                | 2008                 |                               | jen dívky           |
| Lucemburk                    | Bureau de Liaison des Associations Guides du Luxembourg        | řádné           | 1 649                                              | 1928                 | 1915                          | obojí               |
| Madagaskar                   | Skotisma Zazavavy eto Madagasikara                             | řádné           | 44 048                                             | 1963                 | 1941                          | obojí               |
| Maďarsko                     | Magyar Cserkészlány Szövetség                                  | řádné           | 654                                                | 1928/1993            | 1919                          | jen dívky           |
| Malawi                       | The Malawi Girl Guides Association                             | řádné           | 54 144                                             | NA                   | 1931                          | jen dívky           |
| Malajsie                     | Persatuan Pandu Puteri Malaysia                                | řádné           | 52 858                                             | 1960                 | 1916                          | jen dívky           |
| Maledivy                     | Maldives Girl Guide Association                                | řádné           | 9 474                                              | 1994                 | 1962                          | jen dívky           |
| Malta                        | The Malta Girl Guides Association                              | řádné           | 1 130                                              | 1966                 | 1918                          | jen dívky           |
| Mauretánie                   | Association des Scouts et Guides de Mauritanie                 | společník       | 500                                                | 1996                 | 1986                          | obojí               |
| Mauricius                    | The Mauritius Girl Guides Association                          | řádné           | 953                                                | 1975                 | 1926                          | jen dívky           |
| Mexiko                       | Guías de México                                                | řádné           | 2 514                                              | 1948                 | 1930                          | jen dívky           |
| Monako                       | Association des Guides et Scouts de Monaco                     | řádné           | 23                                                 | 1960                 | 1929                          | obojí               |
| Mongolsko                    | Girl Scout Association of Mongolia                             | řádné           | 1 500                                              | 2005                 | 1996                          | jen dívky           |
| Myanmar                      | Myanmar Girl Guides                                            | společník       |                                                    | 2014                 |                               |                     |
| Namibie                      | The Girl Guides Association of Namibia                         | řádné           | 1 680                                              | 1993                 | 1923                          | jen dívky           |
| Německo                      | Ring Deutscher Pfadfinderinnenverbände                         | řádné           | 51 749                                             | 1950                 | 1912                          | obojí               |
| Nepál                        | Nepal Scouts                                                   | řádné           | 22 061                                             | 1978                 | 1952                          | obojí               |
| Nizozemsko                   | Scouting Nederland                                             | řádné           | 53 796                                             | 1928/1981            | 1911                          | obojí               |
| Nizozemské Antily            | Padvindstersvereniging van de Nederlandse Antillen             | řádné           | 255                                                | 1978                 | 1930                          | jen dívky           |
| Nový Zéland                  | GirlGuiding New Zealand                                        | řádné           | 13 220                                             | 1928                 | 1908                          | jen dívky           |
| Nikaragua                    | Federación Nacional de Muchachas Guías de Nicaragua            | společník       | 2 213                                              | 1981                 | 1940                          | jen dívky           |
| Nigérie                      | The Nigerian Girl Guides Association                           | řádné           | 120 000                                            | 1960                 | 1919                          | jen dívky           |
| Norsko                       | Speidernes Fellesorganisasjon                                  | řádné           | 11 792                                             | 1928                 | 1912                          | obojí               |
| Omán                         | The National Organisation for Scouts and Guides                | řádné           | 2 600                                              | 1987                 | 1972                          | obojí               |
| Pákistán                     | Pakistan Girl Guides Association                               | řádné           | 110 826                                            | 1948                 | 1911                          | jen dívky           |
| Panama                       | Asociación de Muchachas Guías de Panamá                        | řádné           | 1 026                                              | 1952                 | 1950                          | jen dívky           |
| Papua Nová Guinea            | Girl Guides Association of Papua New Guinea                    | řádné           | 3 410                                              | 1978                 | 1927                          | jen dívky           |
| Paraguay                     | Asociación Guías Scouts del Paraguay                           | řádné           | 178                                                | 1966                 | 1923                          | obojí               |
| Peru                         | Asociación Nacional de Guías Scouts del Perú                   | řádné           | 2 780                                              | 1960                 | 1916                          | obojí               |
| Polsko                       | Związek Harcerstwa Polskiego                                   | řádné           | 49 304                                             | 1928/1996            | 1910                          | obojí               |
| Portugalsko                  | Associação Guias de Portugal                                   | řádné           | 3 038                                              | 1963                 | 1919                          | jen dívky           |
| Rumunsko                     | Asociaţia Ghidelor şi Ghizilor din România                     | řádné           | 1 195                                              | 1993                 | 1928                          | obojí               |
| Rakousko                     | Pfadfinder und Pfadfinderinnen Österreichs                     | řádné           | 9 983                                              | 1957                 | 1914                          | obojí               |
| Rusko                        | Rossijskaja Associacija Děvoček-Skautov                        | řádné           | 1 997                                              | 1999                 | 1910                          | jen dívky           |
| Rwanda                       | Association des Guides du Rwanda                               | řádné           | 12 492                                             | 1981                 | 1962                          | jen dívky           |
| Řecko                        | Soma Hellinidon Odigon                                         | řádné           | 6 589                                              | 1933                 | 1932                          | obojí               |
| Salvador                     | Asociación de Muchachas Guías de El Salvador                   | řádné společník | 449                                                | 1960                 | 1945                          | jen dívky           |
| Středoafrická republika      | Association Nationale des Guides de Centrafrique               | řádné           | 7 125                                              | 1963                 | 1952                          | jen dívky           |
| Svatý Kryštof a Nevis        | The Girl Guides Association of Saint Christopher and Nevis     | společník       | 158                                                | 1993                 | 1931                          | jen dívky           |
| Svatá Lucie                  | Girl Guides Association of Saint Lucia                         | řádné           | 961                                                | 1984                 | 1925                          | jen dívky           |
| Svatý Vincenc a Grenadiny    | Girl Guides Association of Saint Vincent and the Grenadines    | řádné           | 2 066                                              | 1984                 | 1914                          | jen dívky           |
| San Marino                   | Associazione Guide Esploratori Cattolici Sammarinesi           | řádné           | 98                                                 | 1993                 | 1973                          | obojí               |
| Senegal                      | Association des Scouts et Guides du Sénégal                    | řádné           | 5 121                                              | 1981                 | 1953                          | obojí               |
| Sierra Leone                 | The Sierra Leone Girl Guides Association                       | řádné           | 1 460                                              | 1963                 | 1924                          | jen dívky           |
| Singapur                     | Girl Guides Singapore                                          | řádné           | 9 268                                              | 1966                 | 1917                          | jen dívky           |
| Slovensko                    | Slovenský skauting                                             | řádné           | 2 621                                              | 1928/1990            | 1919                          | obojí               |
| Slovinsko                    | Združenje slovenskih katoliških skavtinj in skavtov            | řádné           | 4 373                                              | 1928/1996            | 1922                          | obojí               |
| Srí Lanka                    | The Sri Lanka Girl Guides Association                          | řádné           | 32 817                                             | 1951                 | 1917                          | jen dívky           |
| Súdán                        | The Sudan Girl Guides Association                              | řádné           | 15 580                                             | 1957                 | 1928                          | jen dívky           |
| Surinam                      | Surinaamse Padvindsters Raad                                   | společník       | 323                                                | 1972                 | 1947                          | jen dívky           |
| Svazijsko                    | The Swaziland Girl Guides Association                          | řádné           | 3 558                                              | 1969                 | 1924                          | jen dívky           |
| Sýrie                        | Scouts of Syria                                                | společník       | 1 341                                              | 2008                 | 1950                          | obojí               |
| Šalomounovy ostrovy          | The Girl Guides Association of the Solomon Islands             | společník       | 697                                                | 1987                 | 1949                          | jen dívky           |
| Španělsko                    | Comité de Enlace del Guidismo en España                        | řádné           | 6 785                                              | 1959                 | 1929                          | obojí               |
| Švédsko                      | Scouterna                                                      | řádné           | 28 546                                             | 1928                 | 1910                          | obojí               |
| Švýcarsko                    | Swiss Guide and Scout Movement                                 | řádné           | 19 179                                             | 1928                 | 1913                          | obojí               |
| Tanzanie                     | The Tanzania Girl Guides Association                           | řádné           | 71 236                                             | 1963                 | 1928                          | jen dívky           |
| Thajsko                      | The Girl Guides Association of Thailand                        | řádné           | 57 731                                             | 1963                 | 1957                          | jen dívky           |
| Tchaj-wan                    | Girl Scouts of Taiwan                                          | řádné           | 17 436                                             | 1963                 | 1919                          | jen dívky           |
| Togo                         | Association des Guides du Togo                                 | řádné           | 3 236                                              | 1963                 | 1942                          | jen dívky           |
| Tonga                        | The Girl Guides Association of the Kingdom of Tonga            | společník       | 2 238                                              | 1987                 | 1952                          | jen dívky           |
| Trinidad a Tobago            | The Girl Guides Association of Trinidad and Tobago             | řádné           | 2 886                                              | 1963                 | 1914                          | jen dívky           |
| Tunis                        | Les Scouts Tunisiens                                           | řádné           | 7 336                                              | 1996                 | 1934                          | obojí               |
| Turecko                      | Türkiye İzcilik Federasyonu                                    | řádné           | 14 457                                             | 1972                 | 1923                          | obojí               |
| Uganda                       | The Uganda Girl Guides Association                             | řádné           | 174 219                                            | 1963                 | 1914                          | jen dívky           |
| Ukrajina                     | Asociacija Hajdiv Ukrajiny                                     | společník       | 287                                                | 1999                 | 1911/1992                     | jen dívky           |
| Spojené arabské emiráty      | Girl Guides Association of the United Arab Emirates            | řádné           | 5 120                                              | 1984                 | 1973                          | jen dívky           |
| Spojené království           | Girlguiding UK                                                 | řádné           | 554 939                                            | 1928                 | 1909                          | jen dívky           |
| Spojené státy americké       | Girl Scouts of the USA                                         | řádné           | 3 169 371                                          | 1928                 | 1912                          | jen dívky           |
| Venezuela                    | Asociación de Guías Scouts de Venezuela                        | řádné           | 522                                                | 1960                 | 1958                          | jen dívky           |
| Zambie                       | Girl Guides Association of Zambia                              | řádné           | 23 531                                             | 1966                 | 1924                          | jen dívky           |
| Zimbabwe                     | Girl Guides Association of Zimbabwe                            | řádné           | 24 270                                             | 1969                 | 1912                          | jen dívky           |

## Nesuverénní území s nezávislými členskými organizacemi WAGGGS
- Aruba – Het Arubaanse Padvindsters Gilde: společník Světového sdružení skautek
- Cookovy ostrovy – The Girl Guides Cook Islands Association: společník Světového sdružení skautek
- Hongkong – Hong Kong Girl Guides Association: plnoprávným členem Světového sdružení skautek
- Nizozemské Antily – Padvindstersvereniging van de Nederlandse Antillen: plnoprávným členem Světového sdružení skautek

## Země na cestě k členství ve WAGGGS
„Práce na cestě k členství ve WAGGGS“ je oficiální statu kterým WAGGGS uznává vývoj sdružení. V roce 2005 mělo šest zemí tento status:
- Albánie – Shoqata e Guidave dhe Scoutëve në Shqipëri
- Ázerbájdžán – Association of Azerbaijan Girl Guides
- Mosambik – Mosambik Guides
- Niger – Guides du Niger
- Palestinská autonomie – Girl Guides of Palestine
- Svatý Tomáš a Princův ostrov – Associação Guias de São Tomé and Príncipe
- Vietnam – Vietnam Scouting National Council (oddíl skautek)

## Bývalí členové WAGGGS
- Kuba – Asociación de Guias de Cuba, naposledy zmíněná v roce 1969
- Etiopie – Posledně jmenovaná v roce 1984, nyní součástí Ethiopia Scout Association
- Indonésie – Gerakan Pramuka opustila WAGGGS a připojila se k WOSM v roce 2002
- Írán – Fereshtegan-e Pishahang-e Iran, naposledy zmíněná v roce 1979
- Samoa – Samoa Girl Guides Association, členství zrušeno v roce 2008
- Tuvalu – Girl Guides Association of Tuvalu, členství staženo v roce 2005
- Uruguay – Asociación Guias Scout del Uruguay, členství zrušeno v roce 2014
- Vanuatu – Vanuatu Girl Guides Association, členství zrušeno v roce 2008
- Vietnam – Hội Nu Huong Đạo Vietnamu, naposledy zmíněná v roce 1973